# Cimetière intercommunal de La Courneuve
Le cimetière intercommunal de La Courneuve est un cimetière géré par un syndicat intercommunal situé 92 avenue Waldeck-Rochet (anciennement rue de Dugny) à La Courneuve. Il s'étend de part et d'autre de cet axe parcouru par la route départementale 114.

## Historique
Il est ouvert en 1966 sur une superficie de 35 hectares sur la base d'un syndicat constitué en février 1957 géré par les communes d'Aubervilliers, La Courneuve et Drancy, bientôt rejointes par Bobigny.

## Description
Pour décharger le cimetière musulman de Bobigny où se trouvent 7 000 tombes, le cimetière compte un carré musulman pouvant compter 850 à 900 sépultures, qui est inauguré en 2013. Samy Amimour, un des trois auteurs de l'attaque du Bataclan lors des attentats du 13 novembre 2015 en France, y est inhumé le 24 décembre 2015 car étant originaire de Drancy,.